# Abdashtart
Abdashtart  (grec ancien Straton) est roi de Tyr après 354 350 av J.C.

## Règne
Selon Justin, les esclaves tyriens se révoltent contre le « Grand Roi  » c'est-à-dire Artaxerxès II, ils s'emparent du pouvoir et nomment comme roi un certain Straton (phénicien Abdashtart ) .

## Sources
- (en) Josette Elayi An Updated Chronology of the Reigns of Phoenician Kings during the Persian Period (539-333 BCE).